# Cubelo (Boiro)
Cubelo (en gallego y oficialmente, O Covelo) es una aldea española situada en la parroquia de Cures, del municipio de Boiro, en la provincia de La Coruña, Galicia.

## Demografía
| Gráfica de evolución demográfica de Cubelo entre 2000 y 2018 |
|                                                              |
| Datos según el nomenclátor publicado por el INE.             |